# Manhattan Mayhem VII
Manhattan Mayhem VII est un show de catch produit par la Ring of Honor (ROH), qui était disponible uniquement en ligne. Le spectacle se déroula le 3 mars 2018 au Hammerstein Ballroom à Manhattan, dans l'état de New York. C'était le 7e Manhattan Mayhem de l'histoire de la ROH.

## Contexte
Les spectacles de la Ring of Honor en paiement à la séance sont constitués de matchs aux résultats prédéterminés par les scénaristes de la ROH. Ces rencontres sont justifiées par des storylines - une rivalité avec un catcheur, la plupart du temps - ou par des qualifications survenues au cours de shows précédant l'évènement. Tous les catcheurs possèdent un gimmick, c'est-à-dire qu'ils incarnent un personnage face (gentil) ou heel (méchant), qui évolue au fil des rencontres. Un pay-per-view comme Manhattan Mayhem est donc un événement tournant pour les différentes storylines en cours.

## Résultats
| # | Matchs | Stipulation                              | Durée |
| --- | --- | ---------------------------------------- | ----- |
| Dark | Brian Johnson & Justin Pusser battent Eli Isom & Ryan Nova | Match par équipe                         |       |
| 1 | The Briscoe Brothers (Jay Briscoe & Mark Briscoe) battent Coast 2 Coast (Leon St. Giovanni & Shaheem Ali) et The Dawgs (Rhett Titus & Will Ferrara (en))               | Three Way Tag Team match                 | 9:28  |
| 2 (WOH) | Deonna Purrazzo & Tenille Dashwood battent Sumie Sakai & Jenny Rose | Match simple                             | 8:10  |
| 3 | Punishment Martinez bat Soberano, Jr. (es) | Match simple                             | 5:55  |
| 4 | Cody bat Flip Gordon | Match simple                             | 17:00 |
| 5 | Silas Young, Beer City Bruiser et Brian Milonas battent Chuckie T., Kenny King et Cheeseburger (en)                                                                    | Six-Man Tag Team match                   | 13:35 |
| 6 | Volador, Jr. et Dalton Castle (avec The Boys) battent Jay Lethal et Ultimo Guerrero                                                                                    | Match par équipe                         | 15:25 |
| 7 | Bullet Club (The Young Bucks (Nick Jackson et Matt Jackson), Cody et Hangman Page) battent Shane Taylor et The Kingdom (Matt Taven, Vinny Marseglia et TK O'Ryan (en)) | Ultimate Mayhem Eight-Man Tag Team match | 26:22 |
| (c) désigne le(s) champion(s) défendant son titre dans le match. (WOH) désigne que le combat est diffusé sur l'émission Women of Honor | |                                          |       |